# Alta marea (Coez e Frah Quintale)
Alta marea è un singolo dei cantanti italiani Coez e Frah Quintale, pubblicato il 16 giugno 2023 come primo estratto dall'album in studio Lovebars.
Il brano è stato inserito da Recensiamo Musica tra le 100 canzoni indie più belle del 2023.

## Video musicale
Il video, diretto da Amedeo Zancanella, è stato reso disponibile in concomitanza del lancio del singolo attraverso canale YouTube di Coez.

## Tracce
Testi di Davide Petrella, Silvano Albanese e Francesco Servidei, musiche di Pietro Paroletti, Rosario Castagnola e Sara Tartuffo.
1. Alta marea – 2:51

## Classifiche

### Classifiche settimanali
| Classifica (2023) | Posizione massima |
| ----------------- | ----------------- |
| Italia            | 8                 |

### Classifiche di fine anno
| Classifica (2023) | Posizione |
| ----------------- | --------- |
| Italia            | 46        |